# بروكسايد (تكساس)
بروكسايد (بالإنجليزية: Brookside Village)‏ هي مدينة أمريكية تقع في ولاية تكساس.تبلغ مساحة هذه المدينة 5.5 (كم²)،ويبلغ عدد سكانها 1960 نسمة حسب إحصاء سنة 2010 م. تشير إحصاءات سنة 2000م بأن الكثافة السكانية في هذه المدينة تقدر بـ(359.4) نسمة/كم2.

## التركيبة السكانية
حدّد مكتب تعداد الولايات المتحدة بيانات التركيبة السكانية لبروكسايد في تعداد الولايات المتحدة. في ما يلي، التركيبة السكانية حسب تعدادي 2000 و2010.

### تعداد عام 2000
بلغ عدد سكان بروكسايد 1,960 نسمة بحسب تعداد عام 2000، وبلغ عدد الأسر 655 أسرة وعدد العائلات 536 عائلة مقيمة في القرية. في حين سجلت الكثافة السكانية 366.4 نسمة لكل كيلومتر مربع (949.0/ميل2). وبلغ عدد الوحدات السكنية 708 وحدة بمتوسط كثافة قدره 132.3 لكل كيلومتر مربع (342.7/ميل2).
وتوزع التركيب العرقي للقرية بنسبة 74.03% من البيض و3.11% من الأمريكيين الأفارقة و0.51% من الأمريكيين الأصليين و0.82% من الأمريكيين ذوي الأصول الآسيوية و20.46% من الأعراق الأخرى و1.07% من عرقين مختلطين أو أكثر و43.62% من الهسبانيون أو اللاتينيون من أي عرق.
بلغ عدد الأسر 655 أسرة كانت نسبة 38% منها لديها أطفال تحت سن الثامنة عشر تعيش معهم، وبلغت نسبة الأزواج القاطنين مع بعضهم البعض 66.9% من أصل المجموع الكلي للأسر، ونسبة 9.6% من الأسر كان لديها معيلات من الإناث دون وجود شريك، بينما كانت نسبة 5.3% من الأسر لديها معيلون من الذكور دون وجود شريكة وكانت نسبة 18.2% من غير العائلات. تألفت نسبة 13.6% من أصل جميع الأسر من عدة أفراد يعيشون في نفس المنزل ونسبة 5% كانت تتألف من شخص يعيش بمفرده يبلغ من العمر 65 عاماً أو أكثر. وبلغ متوسط حجم الأسرة المعيشية 2.99، أما متوسط حجم العائلات فبلغ 3.22.
بلغ العمر الوسطي للسكان 36.8 عاماً. وكانت نسبة 24.9% من القاطنين تحت سن الثامنة عشر، وكانت نسبة 8.8% بين الثامنة عشر والرابعة والعشرين عاماً، ونسبة 31% كانت واقعةً في الفئة العمرية ما بين الخامسة والعشرين والرابعة والأربعين عاماً، ونسبة 22.3% كانت ما بين الخامسة والأربعين والرابعة والستين، ونسبة 13% كانت ضمن فئة الخامسة والستين عاماً فما فوق. يوجد لكل 100 أنثى 117.5 ذكر، ويوجد لكل 100 أنثى في الثامنة عشر من عمرها فما فوق 117.3 ذكر.
بلغ متوسط دخل الأسرة في القرية 44,650 دولارًا، أما متوسط دخل العائلة فبلغ 50,625 دولارًا. وكان متوسط دخل الذكور 32,500 دولارًا مقابل 27,981 دولارًا للإناث. وسجل دخل الفرد الخاص بالقرية 18,609 دولارًا. وكانت نسبة 10.1% من العائلات ونسبة 16.1% من السكان تحت خط الفقر، وكان من هؤلاء نسبة 20.2% تحت سن الثامنة عشر ونسبة 5.6% في الخامسة والستين من العمر وما فوق.

### تعداد عام 2010
بلغ عدد سكان بروكسايد 1,523 نسمة بحسب تعداد عام 2010، وبلغ عدد الأسر 528 أسرة وعدد العائلات 405 عائلة مقيمة في القرية. في حين سجلت الكثافة السكانية 284.7 نسمة لكل كيلومتر مربع (737.4/ميل2). وبلغ عدد الوحدات السكنية 575 وحدة بمتوسط كثافة قدره 107.5 لكل كيلومتر مربع (278.4/ميل2).
وتوزع التركيب العرقي للقرية بنسبة 76.69% من البيض و6.50% من الأمريكيين الأفارقة و0.72% من الأمريكيين الأصليين و0.72% من الأمريكيين ذوي الأصول الآسيوية و13.92% من الأعراق الأخرى و1.44% من عرقين مختلطين أو أكثر و39.79% من الهسبانيون أو اللاتينيون من أي عرق.
بلغ عدد الأسر 528 أسرة كانت نسبة 33.5% منها لديها أطفال تحت سن الثامنة عشر تعيش معهم، وبلغت نسبة الأزواج القاطنين مع بعضهم البعض 62.1% من أصل المجموع الكلي للأسر، ونسبة 8.9% من الأسر كان لديها معيلات من الإناث دون وجود شريك، بينما كانت نسبة 5.7% من الأسر لديها معيلون من الذكور دون وجود شريكة وكانت نسبة 23.3% من غير العائلات. تألفت نسبة 17.6% من أصل جميع الأسر من عدة أفراد يعيشون في نفس المنزل ونسبة 7% كانت تتألف من شخص يعيش بمفرده يبلغ من العمر 65 عاماً أو أكثر. وبلغ متوسط حجم الأسرة المعيشية 2.88، أما متوسط حجم العائلات فبلغ 3.24.
بلغ العمر الوسطي للسكان 43.0 عاماً. وكانت نسبة 21.3% من القاطنين تحت سن الثامنة عشر، وكانت نسبة 10.6% بين الثامنة عشر والرابعة والعشرين عاماً، ونسبة 21% كانت واقعةً في الفئة العمرية ما بين الخامسة والعشرين والرابعة والأربعين عاماً، ونسبة 32.8% كانت ما بين الخامسة والأربعين والرابعة والستين، ونسبة 14.3% كانت ضمن فئة الخامسة والستين عاماً فما فوق. وتوزع التركيب الجنسي للسكان بنسبة 50.7% ذكور و49.3% إناث.